# Beziehungen zwischen den Philippinen und den Vereinigten Staaten

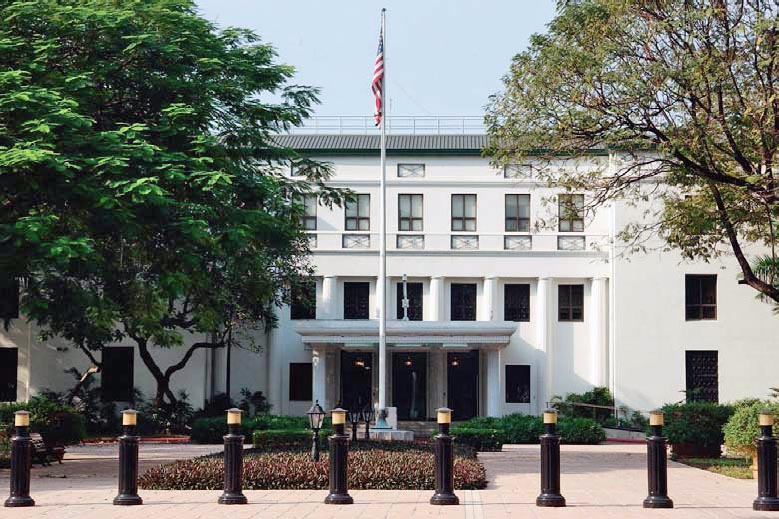
US-Botschaft in Manila

Die Beziehungen zwischen den Philippinen und den Vereinigten Staaten haben eine lange Vorgeschichte und die Philippinen waren einst eine Kolonie der Vereinigten Staaten, nachdem die USA das Land im Philippinisch-amerikanischen Krieg unterworfen hatten. Nach der Unabhängigkeit der Philippinen 1946 wurde das Land einer der engsten Verbündeten der USA in Asien, mit engen wirtschaftlichen und sicherheitspolitischen Beziehungen. In den USA gibt es durch langjährige Migration heute eine große Filipinomerikanische Diaspora mit 4,2 Millionen Angehörigen. Dank der weitverbreiteten englischen Sprache ist die US-amerikanische Kultur und Lebensweise auf den Philippinen weit verbreitet, was z. B. in der Beliebtheit der Sportart Basketball zum Ausdruck kommt. Die Filipinos gehören im Umfragen zu den am pro-amerikanischsten eingestellten Menschen weltweit. Bei einer Umfrage des Pew Research Center lag die Beliebtheit der USA bei 92 %, was unter allen untersuchten Ländern der höchste Wert war. Im Jahre 2018 hatten weiterhin 85 % der Filipinos eine positive Einstellung gegenüber den USA, trotz des damals auf den Philippinen regierenden Rodrigo Duterte, der häufig antiamerikanische Einstellungen äußerte.

## Geschichte

### Frühgeschichte und amerikanische Kolonialära

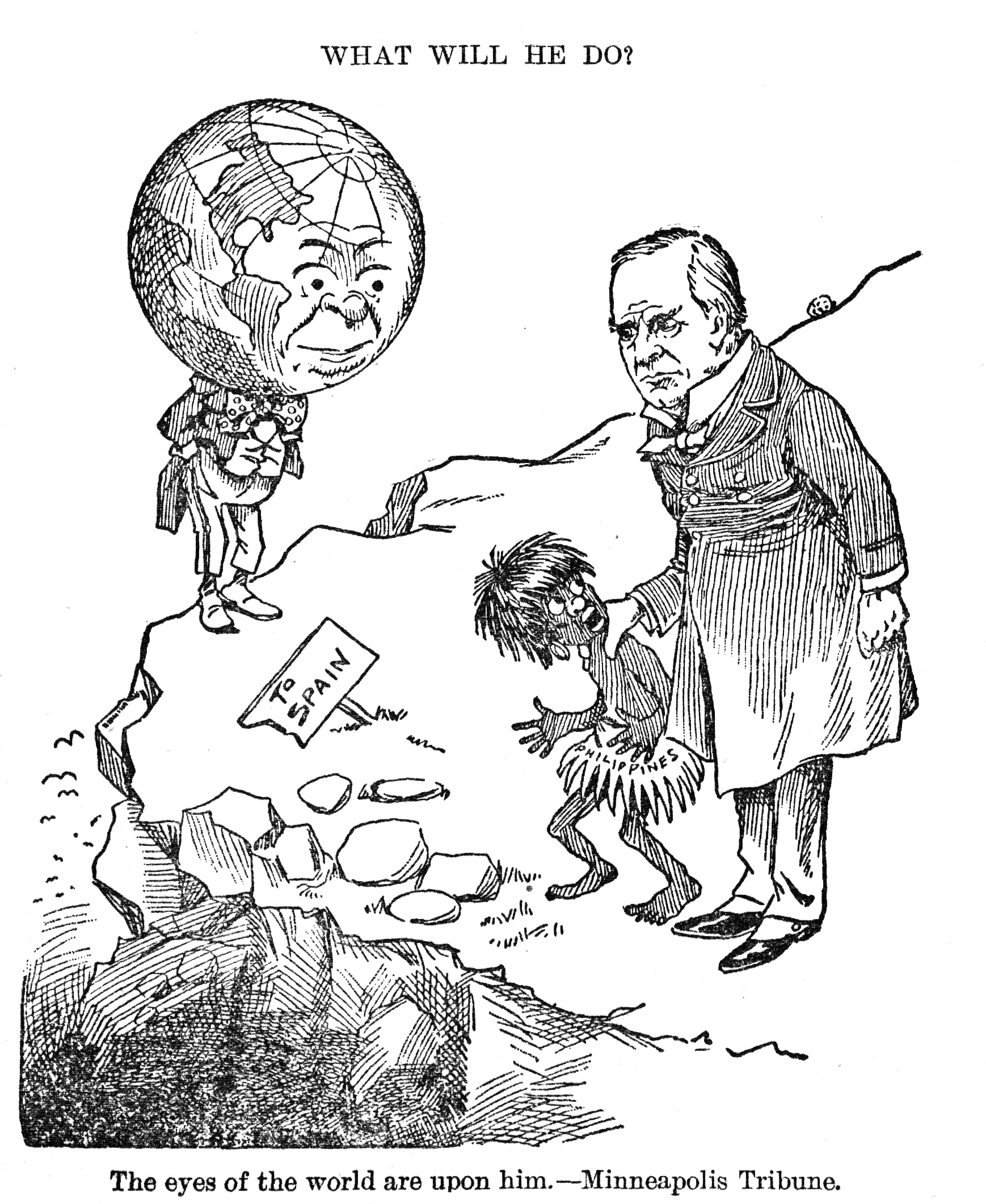
US-Präsident William McKinley wird gezeigt, wie er das philippinische "Kind" in der Hand hält, während die Welt zusieht. McKinley hat die Wahl, die Philippinen zu behalten oder sie an Spanien zurückzugeben, was in der Karikatur mit dem Sturz eines Kindes von einer Klippe verglichen wird. US-Karikatur von 1898.

Die Filipinos sind die älteste asiatische ethnische Gruppe in Amerika. Philippinische Seeleute waren die ersten Asiaten in Nordamerika. Die erste dokumentierte Anwesenheit von Filipinos in den heutigen Vereinigten Staaten geht auf den Oktober 1587 in Morro Bay (Kalifornien) zurück, die erste dauerhafte Ansiedlung in Louisiana erfolgte 1763. Die Siedler dort wurden „Manilamen“ genannt und kämpften auf Seiten der USA in der Schlacht von New Orleans in der Schlussphase des Britisch-Amerikanischen Krieges 1814. Die philippinische Revolution von 1898 gegen die spanische Kolonialmacht wurde von der französischen und der amerikanischen Revolution inspiriert. Nach dem Sieg im Spanisch-Amerikanischen Krieg erwarben die Vereinigten Staaten die Philippinen schließlich im Vertrag von Paris von Spanien. In den Philippinen wurde die unabhängige Erste Philippinische Republik ausgerufen, welche von den Amerikanern allerdings im Philippinisch-Amerikanischen Krieg zerschlagen wurden. Bei diesem brutalen Kolonialkrieg wurden 200.000 Filipinos und 4.300 Amerikaner getötet. Gegen den Krieg und die gewaltsame Annexion der Philippinen formierte sich in den USA die American Anti-Imperialist League, welcher u. a. der Industrielle Andrew Carnegie und der Schriftsteller Mark Twain angehörte. Die Imperialisten setzten sich allerdings durch. US-Präsident William McKinley begründete die Einverleibung der Philippinen mit einer zivilisierenden Mission der USA und sprach von einer benevolent assimilation („wohlwollenden Assimilierung“). Der US-Senator Albert J. Beveridge begründete den Krieg wie folgt: „Geradewegs hinter den Philippinen liegen Chinas schier unermeßliche Märkte. Wir werden unseren Teil in der Mission unserer von Gott geschützten Rasse bei der Zivilisierung der Erde beitragen... Die Philippinen geben uns einen Stützpunkt am Tor zum Osten.“ Nach der Niederschlagung des einheimischen Widerstands wurden die Philippinen als amerikanische Kolonie regiert. Die US-Regierung erwog 1910 beinahe den Verkauf der Insel Mindanao an das Deutsche Reich. 1935 wurde den Filipinos mit der Etablierung des Commonwealth der Philippinen schließlich erweiterte Selbstverwaltungsrechte zugestanden. Während des Zweiten Weltkriegs wurden die Philippinen von Japan besetzt und konnten von den Amerikanern in der Schlacht von Manila 1945 zurückerobert werden, wobei Manila verwüstet wurde. Nach dem Krieg wurde den Philippinen schließlich 1946 die vollständige Unabhängigkeit von den USA gewährt.

### Nach dem Zweiten Weltkrieg

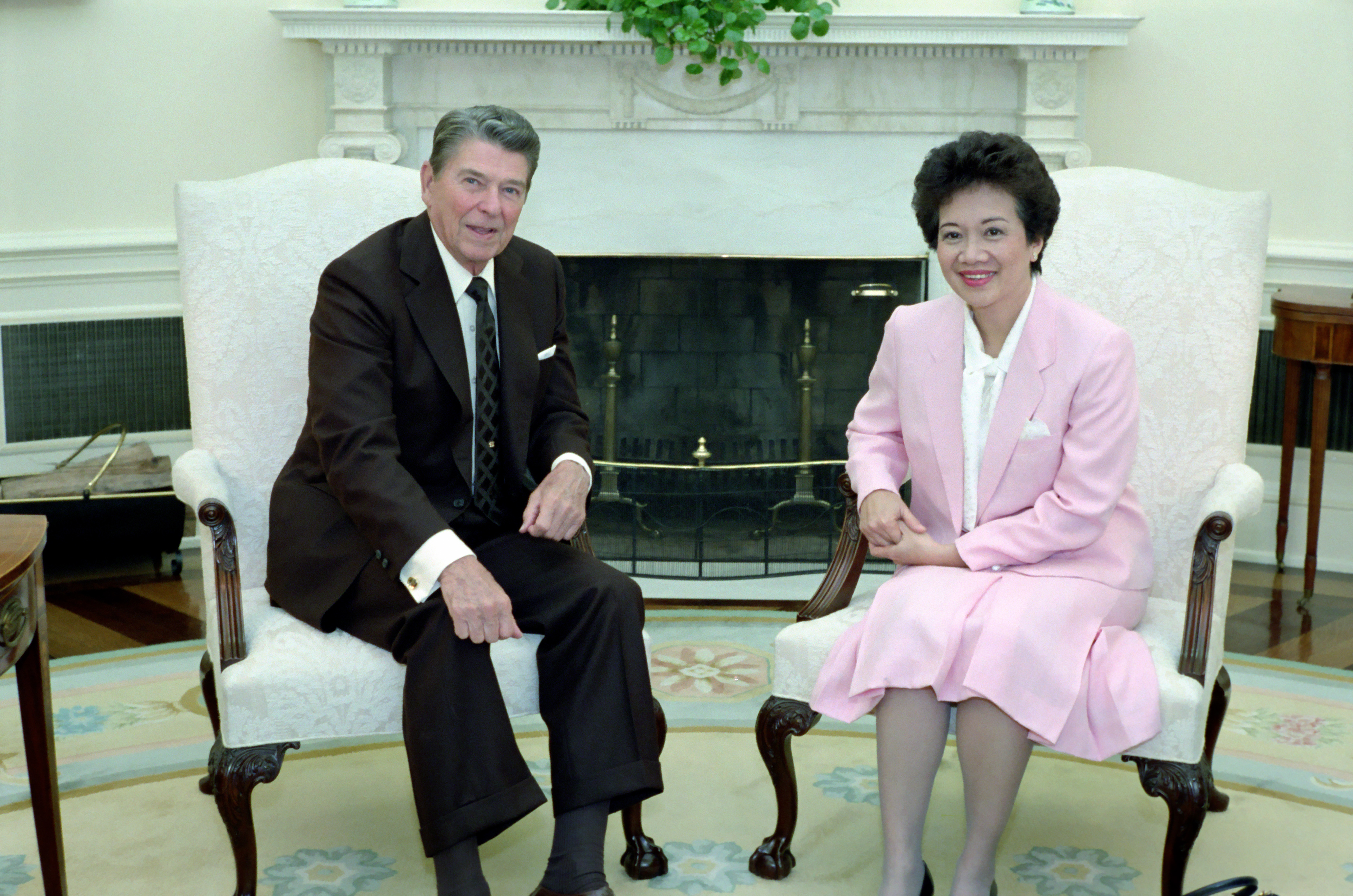
Ronald Reagan und Corazon Aquino (1986)

Nach der Unabhängigkeit wurden beide Länder enge Verbündete während des Kalten Krieges. Ein Abkommen über Militärbasen von 1947 gewährte den Vereinigten Staaten einen Pachtvertrag über eine Reihe von philippinischen Militär- und Marinestützpunkten, an denen die US-Behörden quasi Hoheitsrechte hatten. Im August 1951 unterzeichneten Vertreter der Philippinen und der Vereinigten Staaten einen Vertrag über gegenseitige Verteidigung (Mutual Defense Treaty, MDT). Das Abkommen umfasste acht Artikel und sah vor, dass sich beide Staaten gegenseitig unterstützen würden, falls entweder die Philippinen oder die Vereinigten Staaten von einem anderen Staat angegriffen würden. Die USA unterstützten den ersten Präsidenten Manuel Roxas bei der Niederschlagung der kommunistischen Hukbalahap. Auch der langjährige philippinische Präsident Ferdinand Marcos, der von 1965 bis 1986 regierte, war ein enger Verbündeter der USA gewesen. Marcos regierte ab 1972 diktatorisch per Ausnahmezustand und erhielt nach dem Ende seiner von Korruption geprägten Herrschaft von Ronald Reagan Asyl in den Vereinigten Staaten. Nach dem Ende der Marcos-Regierung kühlten sich die Beziehungen ab und der philippinische Kongress ließ das gemeinsame Verteidigungsbündnis auslaufen und 1992 wurden die Clark Air Base und die United States Naval Base Subic Bay, zwei der größten US-Stützpunkte in Asien, geschlossen. Die Sicherheitskooperation war danach minimal, bis 1999 das Philippines–United States Visiting Forces Agreement unterzeichnet wurde, welches den extraterritorialen Status der US-amerikanischen Truppenkontingente bestätigte. In der Regierungszeit von George W. Bush unterstützten die Philippinen den Krieg gegen den Terror der USA und waren Teil der Koalition der Willigen im Irakkrieg, weshalb sie 2003 zu einem Major non-NATO ally der USA erhoben wurden.

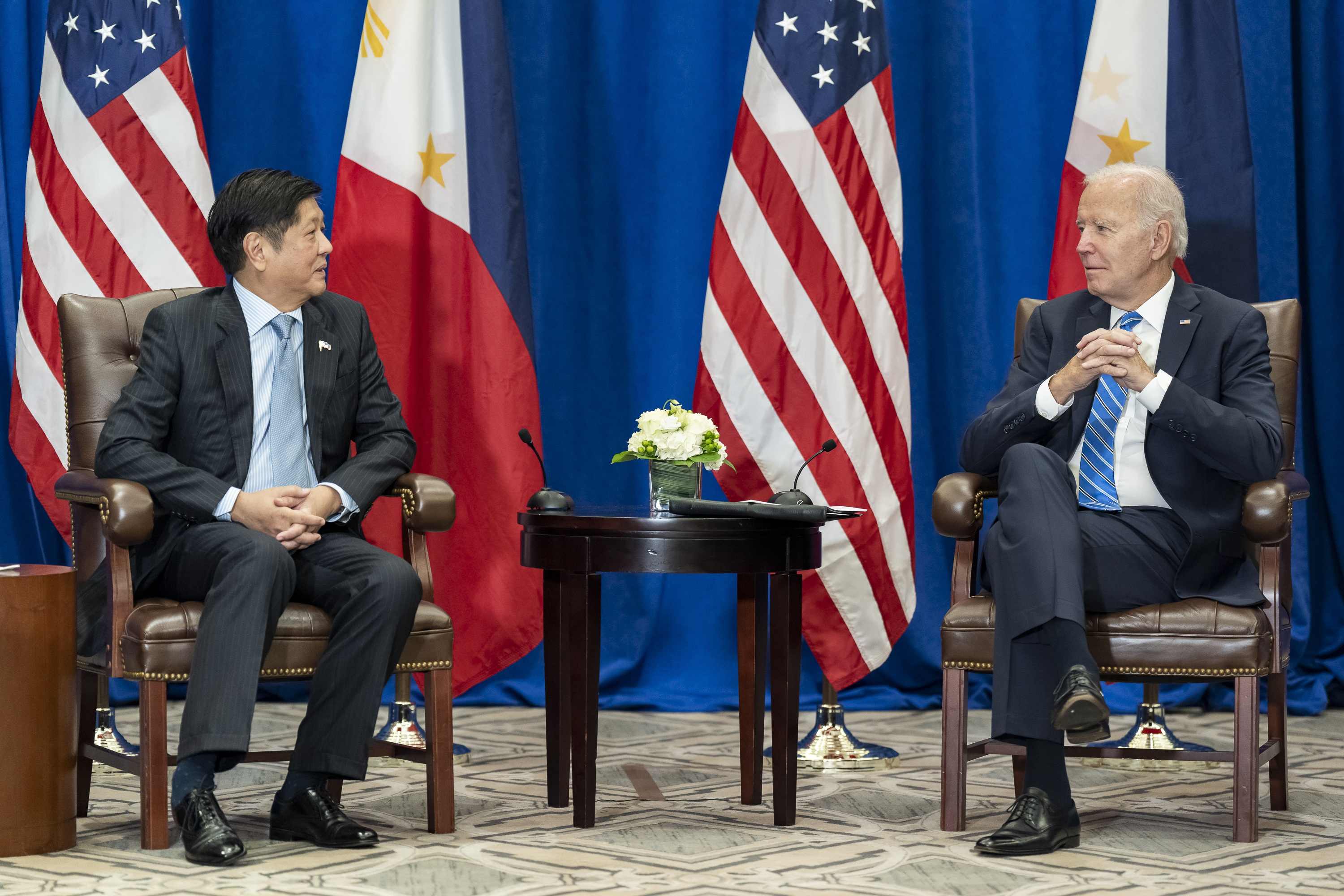
Ferdinand Marcos Jr. und Joe Biden (2022)

Während der 2000er und 2010er Jahre gewann die bilateralen Beziehungen durch den machtpolitischen Aufstieg der Volksrepublik China in Asien an politischer Relevanz. Die Philippinen haben mit China einen Territorialkonflikt im Südchinesischen Meer. 2014 wurde das Enhanced Defense Cooperation Agreement (EDCA) zwischen beiden Staaten unterzeichnet. Das Abkommen erlaubt es den Vereinigten Staaten, Truppen für längere Aufenthalte auf die Philippinen zu entsenden, und gab den Vereinigten Staaten Zugang zu philippinischen Stützpunkten. Es galt als ein Meilenstein der gemeinsamen Verteidigungskooperation in der Zeit nach dem Kalten Krieg, sorgte jedoch auch für Proteste auf den Philippinen. Unter dem 2016 ins Amt gewählten Präsidenten Rodrigo Duterte verschlechterten sich die Beziehungen zu den USA deutlich. Duterte beleidigte den US-Präsidenten Barack Obama öffentlich, wendete sich zunehmend China und Russland zu und verkündete öffentlich „Goodbye zu Washington“ sagen zu wollen. Seine diplomatische Annäherung an China scheiterte allerdings an der fehlenden Bereitschaft der Chinesen, Zugeständnisse im südchinesischen Meer zu machen und ihre wirtschaftlichen Investitionsversprechen einzuhalten. Sein Nachfolger Ferdinand Marcos Jr. vollzog daraufhin eine Kehrtwende und im Jahr 2023 schlossen die Regierung Biden, vertreten durch Verteidigungsminister Lloyd Austin, und die Regierung Marcos ein Abkommen, das dem amerikanischen Militär im Rahmen des EDCA Zugang zu vier weiteren philippinischen Militärstützpunkten gewährte.

## Militärische Beziehungen

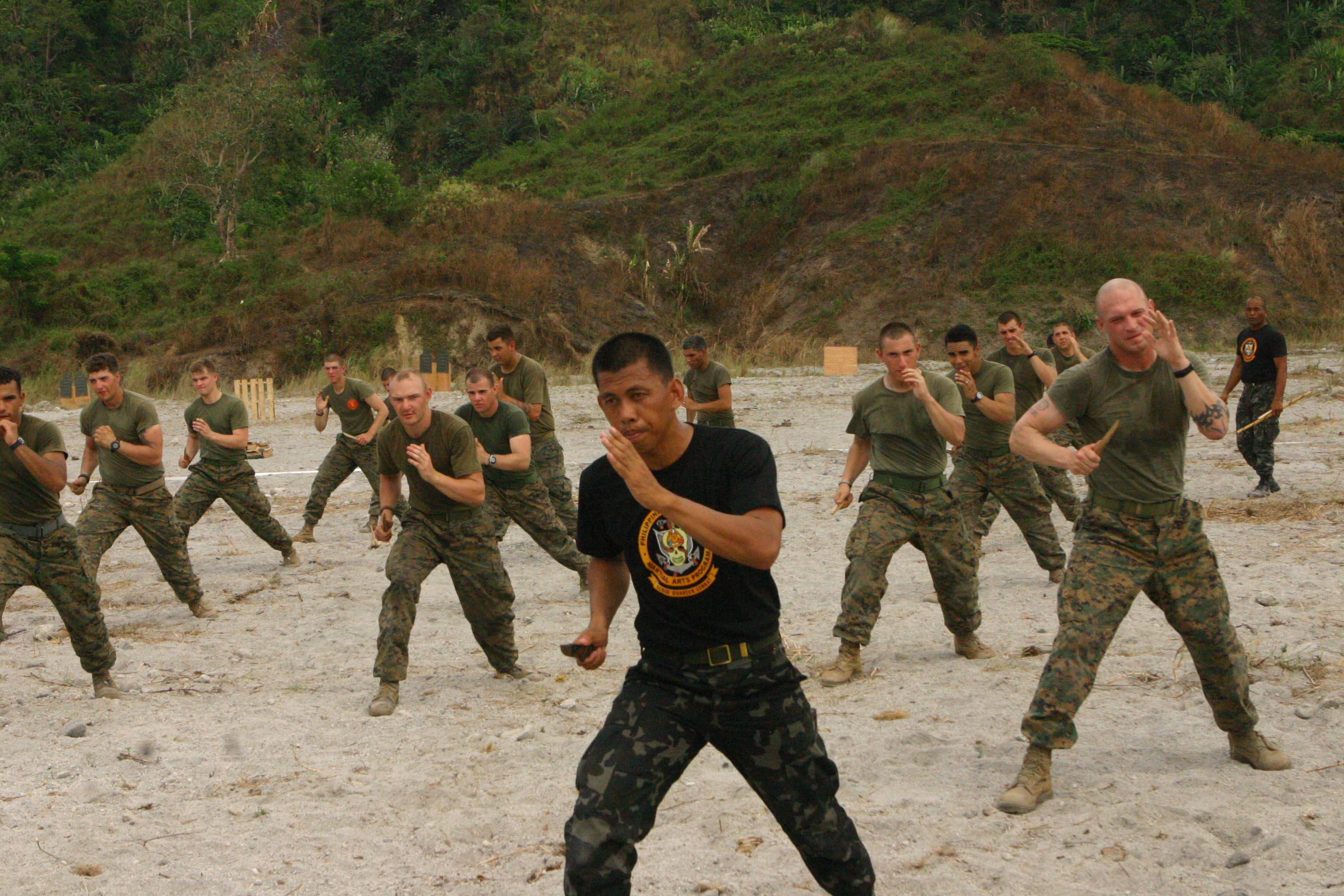
US-Marines und philippinische Streitkräfte bei den Balikatan-Übungen (2010)

Die USA unterhielten während des Kalten Krieges riesige Militärbasen auf den Philippinen, welche in den 1990er Jahren geschlossen wurden. Sie wurden 2014 durch das Zugangsrecht auf philippinische Stützpunkte ersetzt. Die Präambel des EDCA stellt fest, dass beide Parteien „sich darüber einig sind, dass die Vereinigten Staaten keine ständige militärische Präsenz oder Basis im Hoheitsgebiet der Philippinen errichten werden“. Weiter heißt es in der Präambel: „Jeder Zugang der Vereinigten Staaten zu Einrichtungen und Gebieten und deren Nutzung erfolgt auf Einladung der Philippinen und unter voller Achtung der philippinischen Verfassung und der philippinischen Gesetze“. Für die USA ist der Zugang zu den Philippinen aufgrund der Nähe von dessen Inseln zu Taiwan und der Volksrepublik China sehr wichtig.
Die jährlichen bilateralen Militärübungen Balikatan tragen direkt zu den Bemühungen der philippinischen Streitkräfte bei, die Terroristen der Abu Sayyaf und der Jemaah Islamiyah zu bekämpfen und unterstreichen die engen Sicherheitsbeziehungen. Sie umfassen nicht nur eine kombinierte militärische Ausbildung, sondern auch zivil-militärische Angelegenheiten und humanitäre Projekte. Das internationale militärische Ausbildungs- und Trainingsprogramm (IMET) ist das größte im pazifischen Raum und das drittgrößte der Welt, und im November 2002 wurde ein Abkommen über gegenseitige logistische Unterstützung unterzeichnet. Neben der Bekämpfung islamistischer Aufständischer in den Südphilippinen ist der Territorialkonflikt mit China im südchinesischen Meer ein Prioritätsgebiet der bilateralen Sicherheitsbeziehungen. Die USA unterstützten hier die Position der Philippinen gegenüber China.

## Wirtschaftsbeziehungen
Der Bell Trade Act von 1946 und sein Nachfolger, das Laurel-Langley-Abkommen von 1955 (das 1974 auslief), verbanden die beiden Länder in den ersten Jahrzehnten der Unabhängigkeit wirtschaftlich eng miteinander. 2021 lag das bilaterale Handelsvolumen bei über 30 Milliarden US-Dollar und die USA sind der größte ausländische Investor in den Philippinen. Die USA haben außerdem Entwicklungshilfe geleistet.

## Kulturbeziehungen
Die Amerikanisierung der Philippinen setzte in der Kolonialzeit ein und der große kulturelle amerikanische Einfluss auf die Philippinen kommt auf vielfältige Weise zum Ausdruck. So in der Beliebtheit amerikanischer Sportarten und amerikanischer Popkultur, protestantischer amerikanischer Freikirchen, der Verbreitung von Fast Food und der weitverbreiteten englischen Sprache mit eigenen Kreolwörtern. Auch die große philippinische Diaspora in den USA und die knapp 300.000 Amerikaner auf den Philippinen (davon viele Veteranen die einheimische Frauen geheiratet haben) begünstigen den kulturellen Austausch. Der gegenseitigen Kontakte sind auch sehr intensiv im Bildungswesen. Zahlreiche Filipinos studieren an US-Universitäten mithilfe des Fulbright-Programms und anderer Austauschprogramme.